# 你是苹果我是梨

《你是苹果我是梨》是田迪执导的电视剧，2007年出品，共21集，该作品主要讲述的一位母亲与其女儿发生的故事。该作根据万方同名小说改编。

## 剧情简介
有一个母亲，因为其婚姻不幸，于是开始对女儿爱情等事情插手，虽说二人因此闹出了一些矛盾，但是在之后的相处中，她们逐渐接受了彼此……

## 演员表
- 黄梅莹  饰 汤梨华
- 周韵  饰 汤红
- 薛皓文  饰 黄超
- 孙逸飞  饰 夏小希
- 文谦  饰 张导
- 郭晓冬  饰 杨耳
- 郑邦玉  饰 艾明言
- 朱铭洋  饰 谭立功
- 梅丽娜  饰 郭微微
- 孟召重  饰 曹大成

## 其他
- 该作在拍摄的时候多次遇到了车祸。[5]

## 相關連結
- 豆瓣电影上《你是苹果我是梨》的資料 （简体中文）
- 央视网链接 （页面存档备份，存于）